# Héla Fattoumi et Éric Lamoureux
Héla Fattoumi, née à Tunis en 1965, et Éric Lamoureux, né en 1962 à Montreuil-sous-Bois, sont un duo de chorégraphes français, anciens directeurs du Centre chorégraphique national de Caen Basse-Normandie (2004-2015) et actuels directeurs du Centre chorégraphique national de Franche-Comté à Belfort depuis 2015.

## Biographie
Héla Fattoumi est née en 1965 et Éric Lamoureux en 1962. Héla Fattoumi est arrivée en France à l’âge de 2 ans. Héla Fattoumi et Éric Lamoureux se rencontrent lors de leurs études dans la filière éducation physique et sportive de leur établissement, à l’université Paris Descartes. En 1988, ils fondent ensemble la compagnie Urvan Letroiga qui deviendra par la suite la compagnie Fattoumi-Lamoureux. Leur première pièce pour cette compagnie Fattoumi-Lamoureux  Husaïs reçoit le prix de la Première œuvre aux Rencontres chorégraphiques internationales de Seine-Saint-Denis à Bagnolet en 1990,, suivie du trio Après-midi récompensé du prix Nouveaux Talents « Danse » de la SACD en 1991. Ces deux prix leur apportent une reconnaissance internationale.
Fiesta (présenté lors du Festival d'Avignon, 1992), Asile poétique (Théâtre de la Ville, 1998) à partir des textes du poète António Ramos Rosa, Vita Nova (2000) avec la 11e promotion du Centre national des arts du cirque, Wasla (Biennale de Lyon, 1998), sont les pièces qui s’inscrivent dans la continuité d’Husaïs et qui propose un travail chorégraphique relié aux notions de maîtrise/non maîtrise, de puissance/fragilité, de minimalisme/performatif, faisant surgir une danse dont la charge expressive est traversée par une forte énergie. Cette première période de Fattoumi-Lamoureux propose une danse très physique à base de sauts et de bascules vifs.
De 2001 à 2004, Héla Fattoumi devient vice-présidente Danse de la Société des auteurs et compositeurs dramatiques (SACD). Elle est à ce titre chargée de la programmation du « Vif du sujet » au Festival d'Avignon. En 2004, ils prennent la direction du Centre chorégraphique national de Caen en Normandie. Ils initient en 2005 le festival Danse d'ailleurs dont les quatre premières éditions sont consacrées à des artistes venus d'Afrique, puis qui s'ouvre vers l'Asie. De 2006 à 2008, elle préside l’ACCN (Association des Centres chorégraphiques nationaux), présidence reprise entre 2010 et 2013 par Éric Lamoureux. En 2013, Héla Fattoumi est élue présidente déléguée à la prospective au Syndeac.
À Caen, Héla Fattoumi et Éric Lamoureux poursuivent leur démarche à travers des pièces plus portées sur des sujets à forte tonalité sociétale. Ce seront La Madâ’a (2004) avec les frères Joubran, oudistes palestiniens ; La Danse de Pièze (2006), autour de la notion d’« homosensualité » dans le monde arabo-musulman comme la définie par l'écrivain Malek Chebel ; 1000 départs de muscles (2007), où ils détournent les objets issus de l’univers du fitness dans une critique de la société performative ; Just to Dance... (2010) sur la notion de « créolisation » développée par Édouard Glissant avec des interprètes africains, japonais et français ; Manta, solo créé au Festival Montpellier Danse 2009 et Lost in Burqa (2011), performance pour huit interprètes créée au Festival Danse d'Ailleurs #6, à partir de la problématique que soulève le port du voile islamique.
En février 2009, ils signent la performance Stèles dans le cadre d'une nocturne exceptionnelle, commande du Musée du Louvre ; en 2013 ils investissent le musée des beaux-arts de Caen pour un projet, Flânerie, sur site dans le cadre de « Normandie Impressionniste ». En 2013 Masculines, pièce pour sept danseuses sur les représentations du genre féminin de part et d'autre de la Méditerranée et Une douce imprudence, en collaboration avec Thierry Thieû Niang s'attache à la notion de « care ». En solo, Éric Lamoureux collabore à nouveau avec ce dernier pour Une douce imprudence (2013).
En 2014, Héla Fattoumi et Éric Lamoureux s'associent au musicien et compositeur suédois Peter von Poehl pour Waves qui est créée dans le cadre de « Umeå 2014 », capitale européenne de la culture.
En mars 2015, ils sont nommés à la direction du Centre chorégraphique national de Franche-Comté à Belfort pour un nouveau projet intitulé Viadanse. Ils y créent des pièces autour des questions d'altérité et de transdisciplinarité OSCYL (2017), Sympathetic Magic (2017), puis AKZAK L'impatience d'une jeunesse reliée (2020) qui donne lieu au documentaire Danser sur les frontières (Élise Darblay, Easy Tiger production) ; et le double duo EX-POSE(S) (2021). En parallèle, ils mettent en oeuvre des projets avec le territoire (PULSE, OSCYL dans la ville, JONCTION, HOURRA).
En 2018, le solo Wasla, Ce qui relie… est transmis à quatre jeunes danseuses du ballet de l'Opéra de Tunis à l'occasion de l'inauguration de la Cité de la culture à Tunis, donnant lieu au quatuor Bnett Wasla. Dans la même veine, et à l'occasion des 30 ans de la compagnie Fattoumi-Lamoureux en 2020-2021, différents projets rétrospectifs et de transmission permettent de redécouvrir le répertoire et de le faire vivre à travers une nouvelle génération de danseur.se.s : le livre La Part des femmes (Anne Pellus, Nouvelles Éditions Place) et des projets de transmission en Égypte, en France et au Burkina Faso, autour de plusieurs pièces du répertoire voient ainsi le jour. En 2022, la forme réduite ZAK Rythmic poursuit le souffle initié dans AKZAK en réunissant cinq danseurs de la distribution initiale. L'ouvrage La Part des femmes donne lieu à une création scénique (La Part des femmes, une traversée chorégraphique), ainsi qu'à une exposition chorégraphique et numérique sur Numéridanse.
Avec TOUT-MOUN (2023), ils plongent plus intimement encore dans la poétique et les paysages mentaux d'Édouard Glissant, constituant un "bloc d'humanités aux singularités entremêlées" pris dans un flux relationnel et en dialogue avec le saxophoniste Raphaël Imbert. Avec GOAL- Fantaisie pour passement de jambes (2024), ils renouent avec leurs débuts professionnels dans le sport, en dépliant la dramaturgie tragicomique d'un match de football, jouant de l'imaginaire universel du ballon rond.

### Coopération internationale
Leur quête de rencontres et leur ouverture sur le monde se traduit par la conception et la mise en oeuvre de plusieurs projets de coopération internationale au long cours, d'une part avec la Suisse, d'autre part avec plusieurs pays du continent africain : le Burkina Faso, l'Égypte, la Tunisie et le Maroc. VIADANSE se vit ainsi comme un carrefour accueillant des artistes du monde entier, représentant le monde chorégraphique dans toute sa diversité et sa richesse.

### Engagement militant
De 2001 à 2004, Héla Fattoumi devient vice-présidente Danse de la Société des auteurs et compositeurs (SACD). Elle est à ce titre chargée de la programmation de "Au vif du sujet" au Festival d'Avignon. De 2006 à 2008, elle préside l'ACCN (Association des centres chorégraphiques nationaux), présidence reprise entre 2010 et 2013 par Éric Lamoureux. En 2013, Héla Fattoumi est élue présidente déléguée à la prospective au Syndicat national des entreprises artistiques et culturelle (Syndeac). Elle est également co-présidente de l'ACCN de 2019 à 2023.

## Principales chorégraphies
- 1989 : Husaïs
- 1989 : Husaïs-bis
- 1990 : Après-midi
- 1992 : Fiesta lors du Festival d'Avignon
- 1992 : Si loin que l'on aille
- 1995 : Prélude
- 1995 : Résonance
- 1996 : Solstice
- 1997 : Je ne tiens plus ensemble
- 1998 : Asile poétique
- 1998 : Wasla (solo), ce qui relie...
- 2000 : Des souffles de vie avec l'accordéoniste Pascal Contet
- 2001 : Vita nova (avec le CNAC)
- 2001 : Brèves rencontres
- 2001 : Exode
- 2002 : Animal regard (avec le CNAC)
- 2002 : Archipel
- 2003 : Just in Time
- 2004 : Zones sensibles 2
- 2004 : La Mâdaa avec le Trio Joubran
- 2004 : Zone sensible 2
- 2004 : Entré en résistance
- 2006 : Pièze (unité de pression)
- 2006 : La Danse de Pièze
- 2007 : Mille départs de muscles
- 2008 : Apparat
- 2008 : performance Giacometti
- 2008 : Express2Temps
- 2008 : Husaïs (re-création 2008)
- 2009 : Manta
- 2010 : Just to Dance...
- 2010 : Solstice (remix)
- 2011 : Circle (projet pour danseurs amateurs et professionnels)
- 2011 : Lost in Burqa performance (d'après les œuvres de Majida Khattari)
- 2013 : Masculines
- 2013 : Une douce imprudence
- 2013 : Flânerie dans le cadre de la 2e édition du festival Normandie impressionniste 2013
- 2014 : Waves
- 2014 : Concert-dansé avec Peter von Poehl
- 2015 : Après-midi (re-création 2015)
- 2017 : Sympathetic Magic Concert-dansé avec Peter von Poehl
- 2017 : OSCYL
- 2018 : Swing Museum
- 2019 : Superpose
- 2020 : AKZAK, L'Impatience d'une jeunesse reliée", avec le percussionniste Xavier Dessandre-Navarre
- 2021 : EX-POSE(S)
- 2022 : ZAK Rythmik
- 2022 : La Part des femmes, une traversée chorégraphique
- 2023 : TOUT-MOUN, avec le saxophoniste Raphaël Imbert
- 2024 : GOAL - Fantaisie pour passement de jambes

## Distinctions
- 2025 : Officiers dans l'Ordre des arts et des lettres[6] ; chevaliers en 2012
- 2013 : Héla Fattoumi reçoit l'Ordre national du mérite.

### Filmographie
- Christophe Bargues, Solstice (film), Lancelot Film, Urvan Letroïga, Le Centre Pompidou, Canal+ 1996
- Benjamin Silvestre, Animal Regard (film), Urvan Letroïga, Cie des Indes, France 3 Lorraine Champagne Ardenne, TV8 Moselle, L’Arsenal de Metz, 2003
- Benjamin Silvestre, Entre-Temps, Heure d’été productions, Urvan Letroïga, TV8 Moselle-Est, 2005
- Benjamin Silvestre, La Madâ’a (film), Heure d’été productions, Arte France, CCNC/BN, 2006
- Valérie Urréa, Manta (film), Compagnie des Indes, Centre Chorégraphique National de Caen/Basse-Normandie, 2013
- Élise Darblay et Antoine Depeyre, Danser sur les frontières, Easy Tiger Productions, VIADANSE, 2022.